# Musée central de l'Armée
Le musée central de l'Armée est un musée militaire national algérien situé sur les hauteurs d'Alger, dans la commune d'El Madania, près du Mémorial du Martyr.

## Histoire
Les travaux de construction du musée ont débuté le 17 novembre 1981.
Le musée a été inauguré le 1er novembre 1984, à l'occasion de la commémoration du 30e anniversaire du déclenchement de la Révolution du 1er novembre 1954.
En 2017, le musée a été baptisé du nom du défunt et ancien président de la République, Chadli Bendjedid, dans le cadre de la commémoration du 63e anniversaire du déclenchement de la révolution algérienne.

## Collections
Les collections du musée sont classées par ordre chronologique retraçant l'histoire de l'Algérie depuis la Préhistoire jusqu'à nos jours. Mais avant d'accéder au musée par la porte principale, on trouve dans la grande cour un avion militaire, un char, un missile, et un camion militaire qui sont exposés.

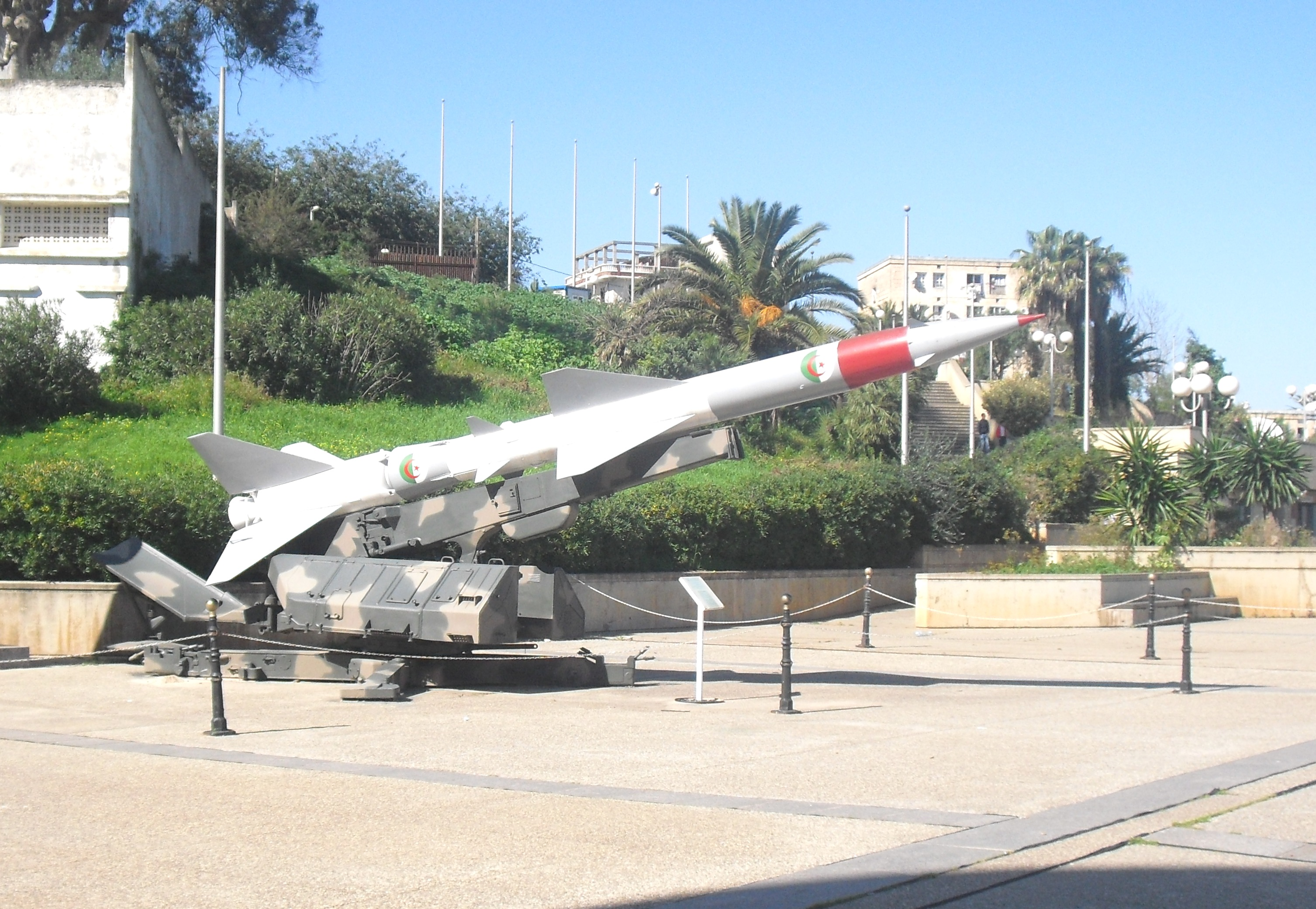
Le missile
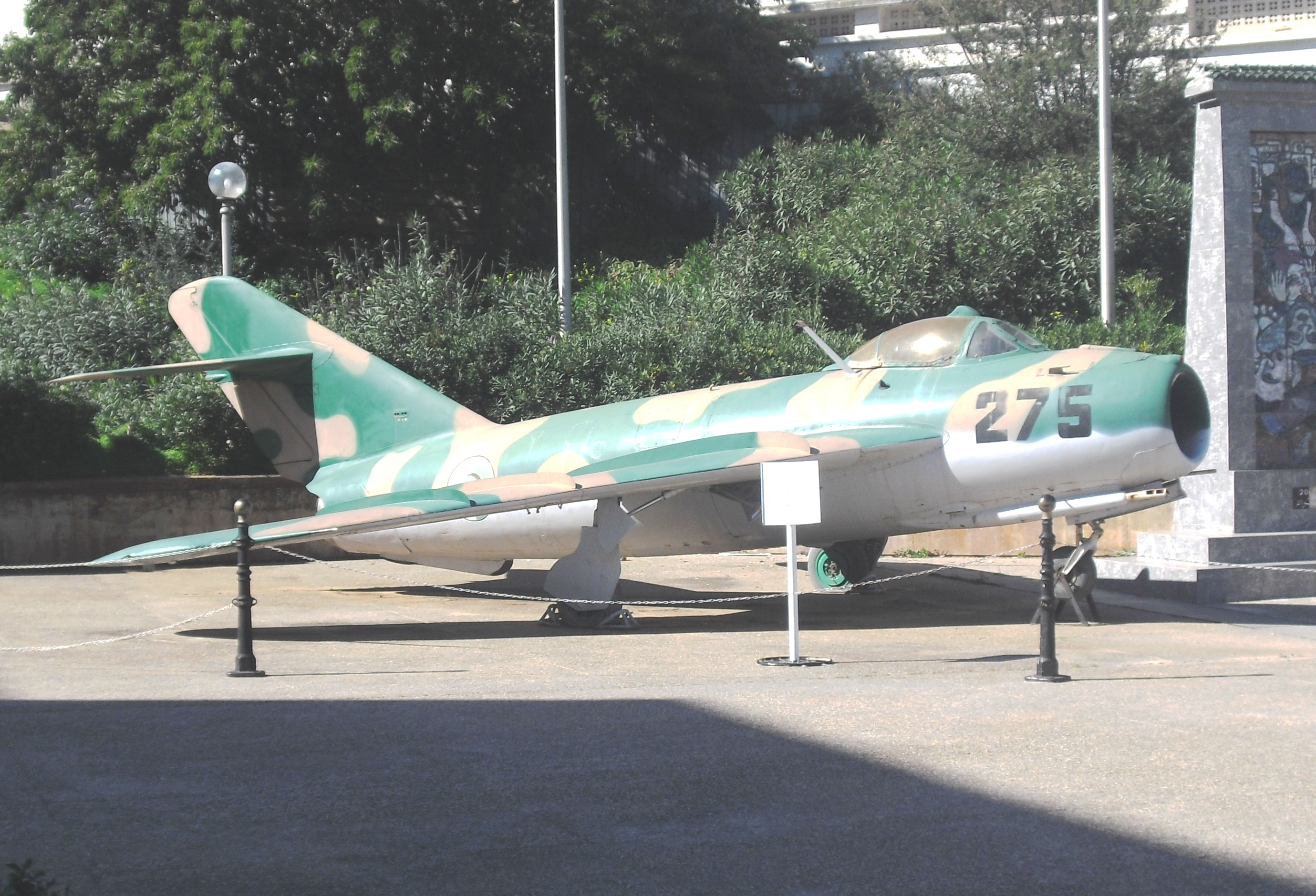
L'avion militaire

Le bâtiment du musée est divisé en cinq parties d'exposition : préhistorique, antique, musulmane, moderne et contemporaine, et dispose aussi d'une bibliothèque spécialisée ouverte aux chercheurs.
Il étale de nombreuses collections d’objets, de tableaux, de portraits et de documents, classés selon ces différentes périodes de l'histoire de l'Algérie. Des armes, statues, objets historiques, des images, des écrits, des effets personnels de personnalités historiques à l'image de l'émir Abdelkader, Cheikh Bouamama, Cheïkh Amoud Ben Mokhtar et du défunt président Houari Boumediene.
La guillotine de la prison Barberousse, une pièce maîtresse qui est exposée au musée. Cette machine de la mort qui a fait tomber la tête du martyr Ahmed Zabana et beaucoup d'autres martyrs de la guerre de libération jusqu'à la fin du colonialisme.
On y trouve aussi les maquettes des maisons Derrich à El Madania qui a servi de lieu de réunion des 22 et Boukechoura à Raïs Hamidou qui a servi de lieu de réunion du comité des 6,, ainsi qu'un Drapeau de l'Algérie hissé le 05 juillet 1962.
Le musée est riche en tableaux réalisés par des peintres algériens tels que Hocine Ziani, M'hamed Issiakhem, Toufik Lebcir, Moussa Bourdine..., des bustes de personnalités historiques réalisés par le sculpteur Bâaziz Hammache.
Un stand est dédié à l'ancien président de la république Houari Boumediene, où on trouve sa voiture personnelle la DS 21, un burnous, ses montres, ses cravates, ses stylos, son briquet en or massif et ses boutons de manchette.
Un autre stand est dédié à l'émir Abdelkader, on y trouve des biens qui ont appartenu à l'Émir et offerts par l'empereur Napoléon III à savoir une épée, une médaille (1852), un écharpe et une autre médaille (1868). Aussi nous trouvons un fusil offert à l'émir par la reine Victoria (1860).
Parmi les objets marquants de cette exposition, on trouve l'éventail de Hussein Dey datant de 1827, avec lequel il frappa le consul français Pierre Deval et utilisé comme prétexte pour l'invasion de l'Algérie en juin 1830.

## Quelques œuvres exposées au musée

Quelques œuvres exposées au musée central de l'Armée
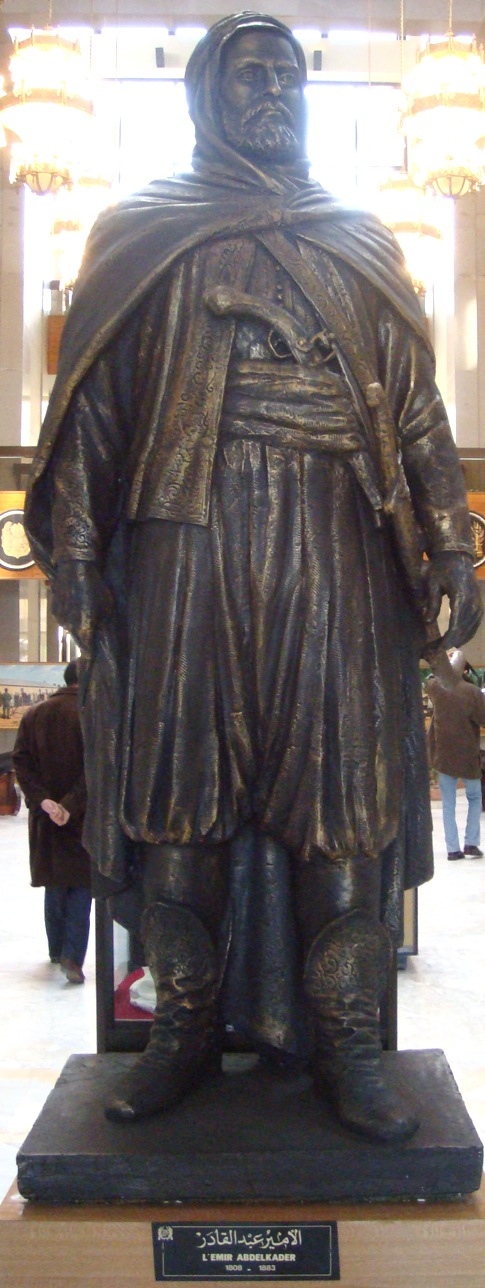
Statue en bronze de l'Émir Abdelkader
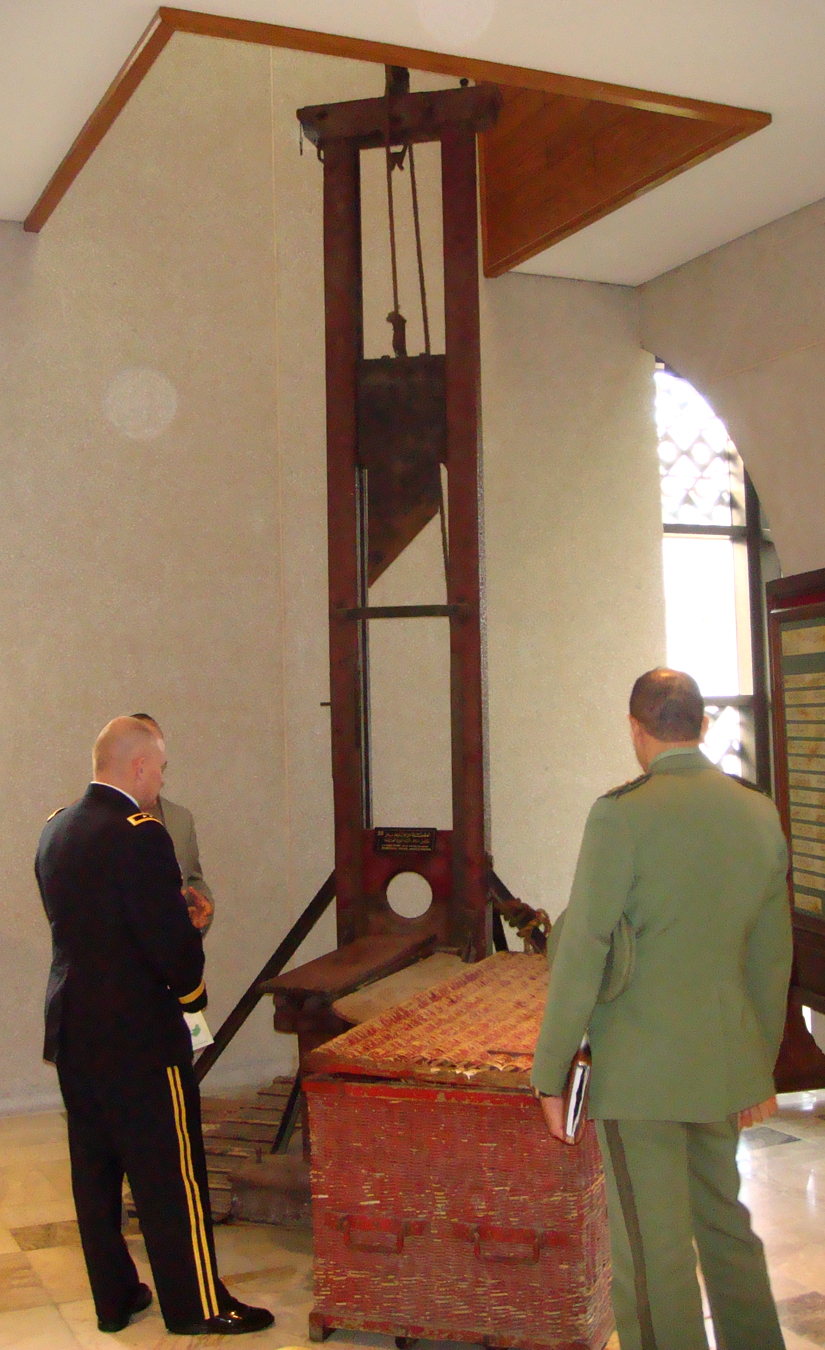
Guillotine de la prison de Serkadji, du temps de la colonisation française de l'Algérie
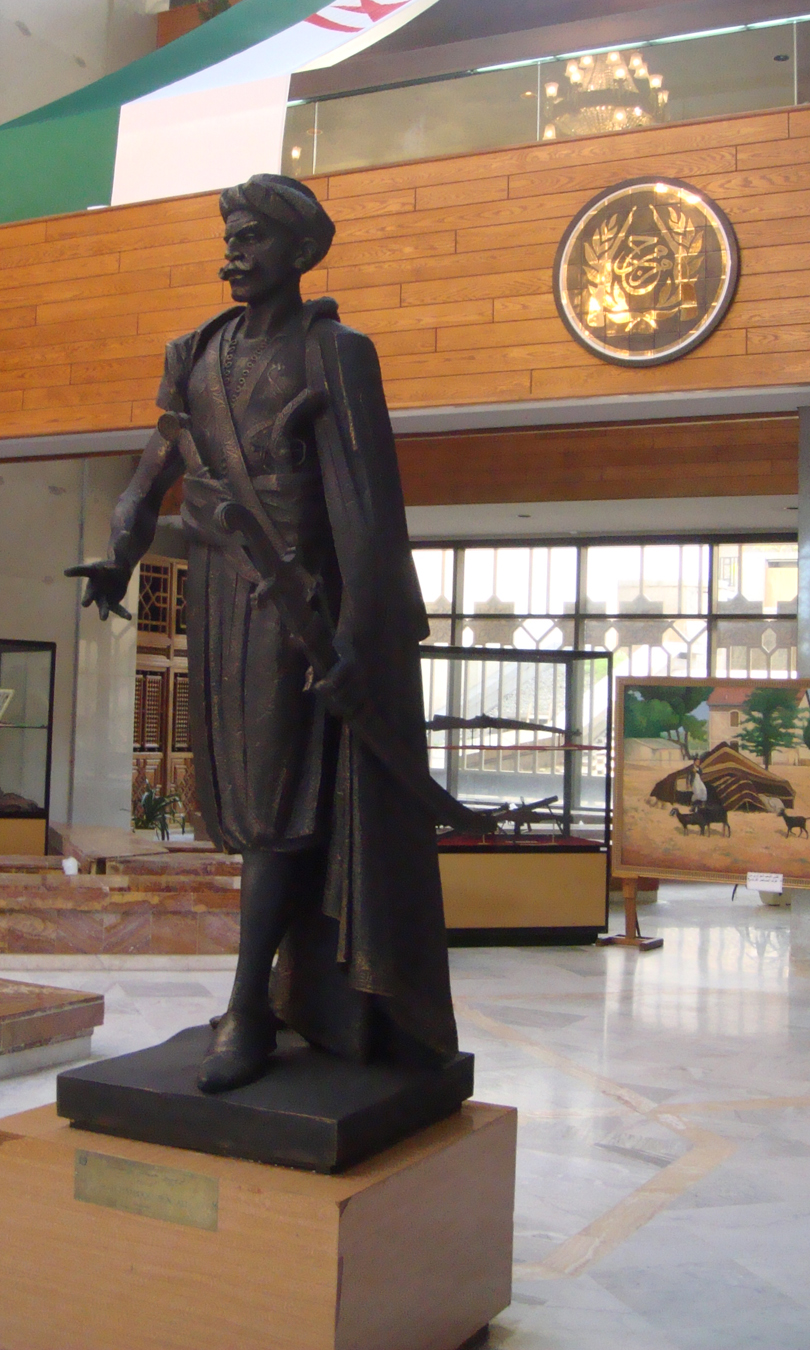
Statue en bronze de l'amiral Raïs Hamidou
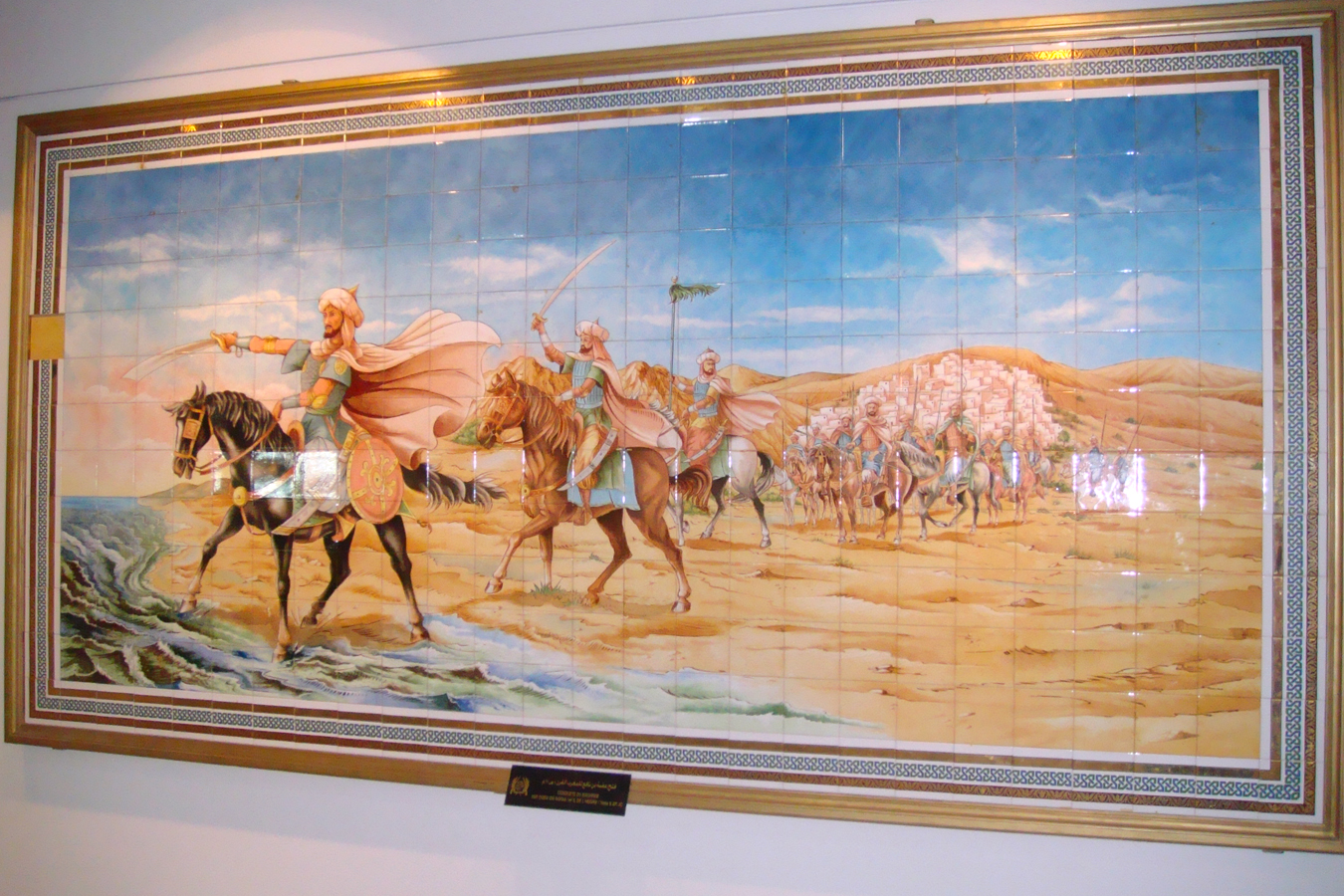
Mosaïque représentant l'armée de l'Émir Abdelkader
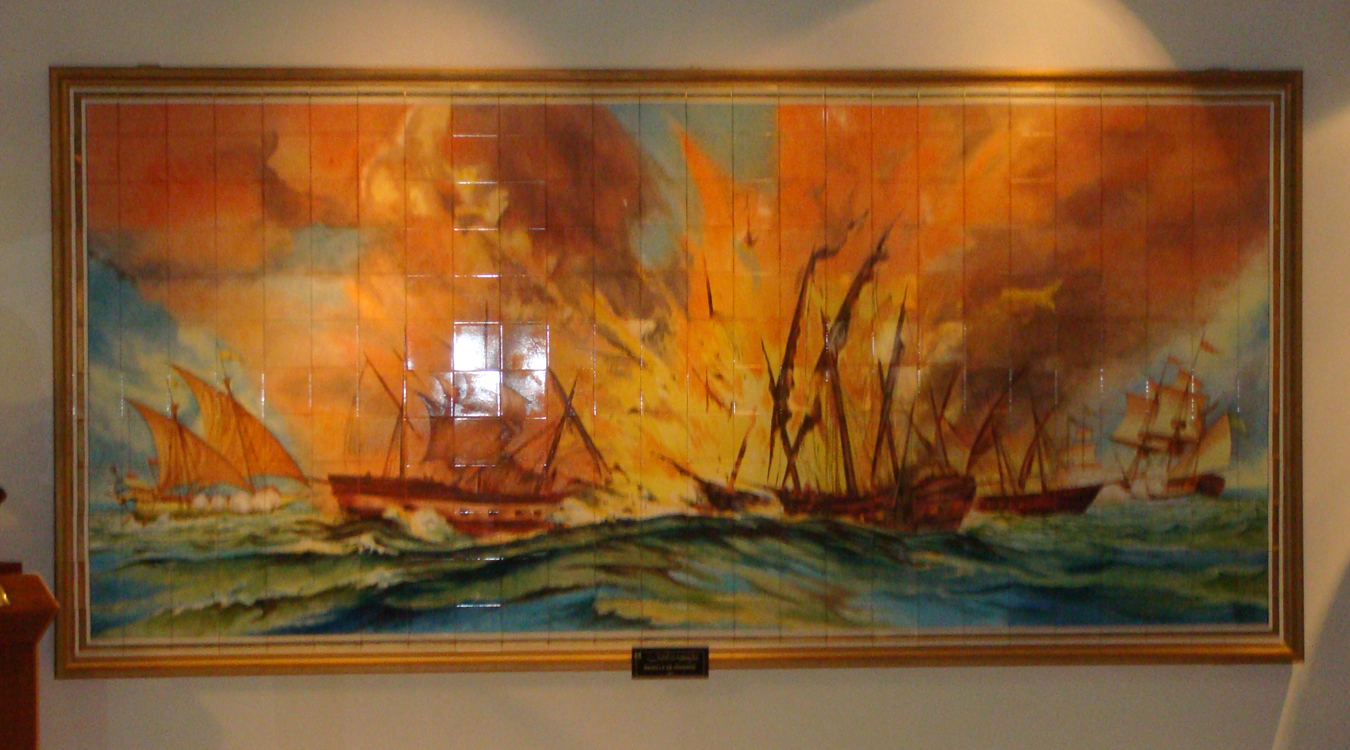
Mosaïque représentant une scène d'une bataille navale
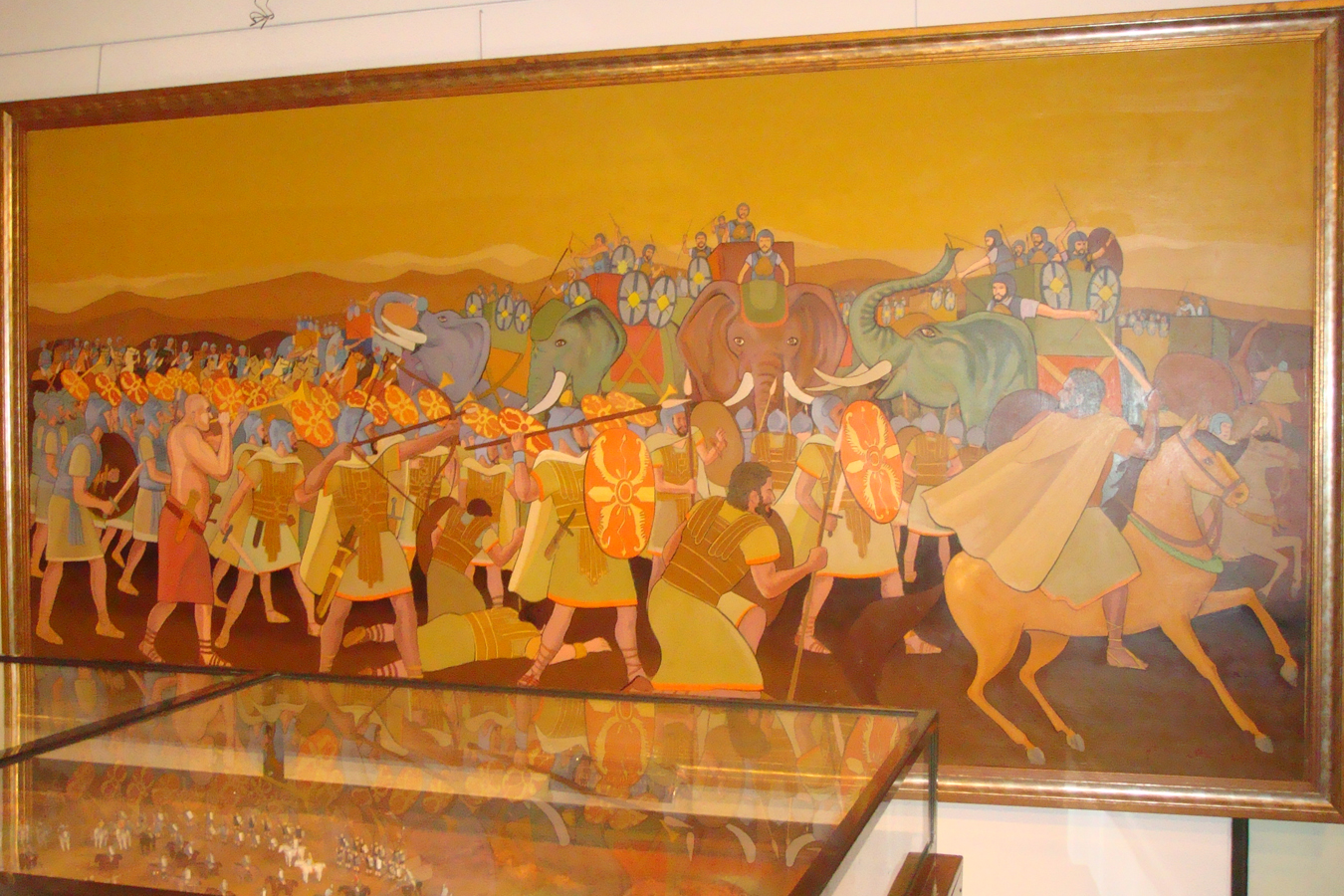
Mosaïque représentant une scène de combat du temps du Royaume de Numidie
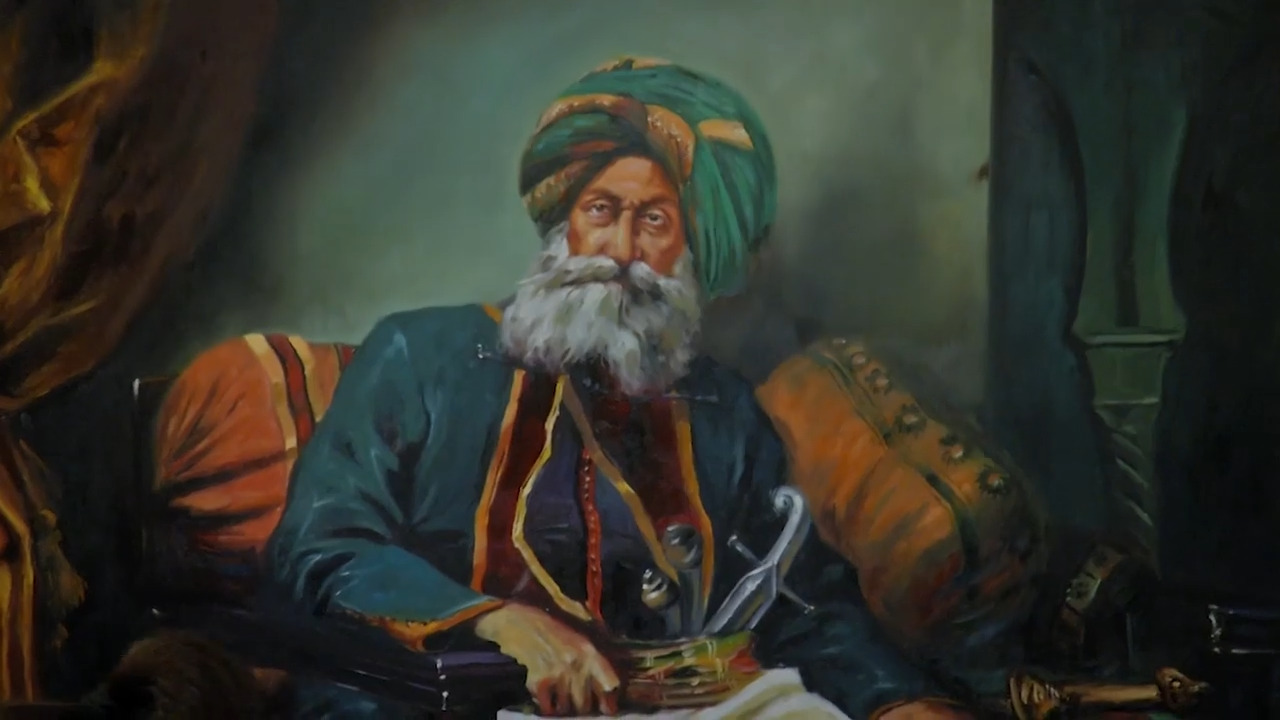
Toile représentant Ahmed Bey, le dernier bey de Constantine

## Directeurs
- Général Mohamed Metatla (1984-)
- Colonel Mourad Chouchane